# HERE
HERE (в миналото Navteq (1985 – 2011), Nokia Maps (2011 – 2012), Ovi Maps (2007 – 2011), HERE, a Nokia business (2011 – 2015), HERE Technologies (2015 – до днес) е международна технологична компания, която се занимава с разработката на картографично съдържание, предоставя данни за местоположението, а също и съпътстващи услуги на частни лица и компании, такива като Alpine, Garmin, BMW, Oracle и Amazon.com. Компанията принадлежи на консорциум, в който влизат AUDI AG, BMW Group, Daimler AG, Intel, Navinfo, NVIDIA, Pioneer Corporation, Bosch, Continental и др. Комплексната платформа, която решава проблема за фрагментирани и разпръснати източници на данни в среда за сътрудничество, позволява на предприятията да монетизират своите най-ценни активи, а именно данните. Предоставя услуги за транспортни средства, които използват и предават данни от датчици в режим на реално време в транспортните средства и обратно, както и услуги за определяне местоположението чрез свои собствени приложения HERE, а също за ГИС и държавни клиенти и други провайдъри, такива като Bing, Facebook и Yahoo! Maps. Използва се в многобройни пакети за програмно осигуряване, включително в системи за навигация; достъпна е за уеб браузъри и телефони на различни платформи. Картите включват такива функции, като търсене по карта, спътникови карти, съставяне на маршрути, 3D-карти, отразяване на задръствания в транспорта в реално време.
Над 400 HERE автомобила събират данни за картите по целия свят. 200 страни са обхванати от карти на HERE, предлагайки навигация с гласови указания в 96 страни. Също така предоставя информация за задръствания в 63 страни, за движение в режим на реално време в 33 страни. Покрива над 600 хил. km HD Live карти за автономно шофиране.
Всеки 4 от 5 автомобила с навигационна система в Европа и Северна Америка използват карти на HERE. HERE карти се намират на борда на 100 милиона превозни средства.
HERE Venues са вътрешни карти на сгради, общо около 15 000 обекта по целия свят.
HERE предоставя API и SDK за карти и локални мрежи и мобилни приложения.

## История
HERE Technologies гради своя картографски бизнес с акцент върху картографирането на реалното състояние на пътната мрежа, за да позволи динамичен избор на маршрут от кръстовище до кръстовище. Това е комбинация от Navteq и Nokia Maps.

### Navteq
Navteq (NAVTEQ) е американска компания, основана през 1985 г. като Karlin & Collins, Inc., по-късно известна като Navigation Technologies Corporation и, най-после, като Navteq. Към момента на купуването на компанията от Nokia, Navteq е най-големият производител на картографски данни за автомобили, използвани в автомобилното навигационно оборудване. 

#### Придобиване от Nokia
През октомври 2007 г. Nokia купува американската компания Navteq – водещ в света производител на цифрови карти и други данни за геоинформационни системи. Nokia управлява бизнеса на Navteq заедно със своя собствен Nokia Maps (по-късно известен като Ovi Maps, след това отново като Nokia Maps от 2011 г.). Тези две подразделения остават отделни в корпорацията Nokia, докато Navteq не бива интегриран в услугите на Nokia през 2011 г. През октомври 2011 г. Nokia обявява пускането на карти за Windows Phone 7, които стават достъпни за линията телефони Nokia Lumia. През ноември 2012 г. Nokia обявява за ребрандирането на своята картографическа служба като „HERE“ и пуска безплатен клиент за iOS. 

#### Разработки на Nokia
През април 2011 г. Nokia пуска бета версия на 3D-карти, която обхваща 20 града по света. Към август 2011 г. обхватът е разширен до 23 града, а през 2012 г. Nokia купува EarthMine, която е специализирана за съставяне на 3D-изображения на нивото на улиците.
През октомври 2011 г. е представено приложение към Maps & Drive за Windows Phone 7 (Mango), което е достъпно на телефоните Nokia Lumia (710, 800, а в от 2012 г. – 900). Въпреки това, основни функции, такива като автономна маршрутизация и преобразуване на текста в говор за наименованията на улиците, в сравнение с версията на Symbian, отсъстват. Тези функции впоследствие са пренесени на платформата Windows Phone през 2012 г.
HERE Location Platform започва да функционира през 2015 г.

#### Придобиване от автомобилни компании
На 3 август 2015 г. е обявено, че компанията Nokia е постигнала договореност с консорциум от германските автопроизводители Daimler, BMW и Audi за закупуване на услугата Nokia Here за 2,8 млрд евро. На 7 декември 2015 г. сделката е приключена. Към този момент в компанията работят около 6500 служители по целия свят. 
През януари 2017 г. Intel купува 15% от акциите на фирмата. През септември 2017 г. HERE и Pioneer Corporation постигат споразумение, съгласно което HERE придобива около 3% от акциите на Pioneer за сумата от 17,3 млн евро. Паралелно, на същата цена, Pioneer получава под 1% от акциите на HERE.
През януари 2018 г. Continental и Bosch придобиват 5% от акциите на компанията HERE Technologies.

## Достъпност

### Android, iOS
През ноември 2012 г. Nokia обявява, че иска да отвори HERE за всички мобилни платформи. Компанията пуска на пазара телефони от серията X с операционна система Android. В тези телефони присъстват напълно функционални приложения за навигация.

### HTML5 и Firefox OS
През февруари 2013 г. е анонсирана HERE за Firefox OS.

### Here.com
Here.com търпи еволюция от maps.ovi.com, а след това от maps.nokia.com. Картите работят на всички основни браузъри, изключение прави Internet Explorer 6, който не се поддържа.
Сайтът HERE.com предлага:
- Поддръжка на маршрути между няколко точки
- 3D-карти на 25 града
- Търсене на обществен транспорт
- и мн. други.

Местоположения, достъпни в 3D:

| Страна      | Градове                                                                 |
| ----------- | ----------------------------------------------------------------------- |
| Австралия   | Мелбърн, Сидни                                                          |
| Австрия     | Виена                                                                   |
| Канада      | Торонто                                                                 |
| Чехия       | Прага                                                                   |
| Дания       | Копенгаген                                                              |
| Финландия   | Хельсинки                                                               |
| Германия    | Берлин                                                                  |
| Италия      | Флоренция, Милано, Рим, Венеция                                         |
| Норвегия    | Осло                                                                    |
| Южна Африка | Кейптаун                                                                |
| Испания     | Барселона, Мадрид                                                       |
| Швеция      | Стокхолм                                                                |
| UK          | Лондон                                                                  |
| САЩ         | Бостон, Лас Вегас, Чикаго, Лос Анджелис, Майами, Ню Йорк, Сан Франциско |
| Ватикан     | Ватикан                                                                 |
| Казахстан   | Алмати                                                                  |

## HERE Map Creator
HERE Map Creator е услуга, която е пусната през ноември 2012 г. с цел потребителите на HERE да имат възможност да актуализират картите.
Тази услуга е достъпна в над 100 страни на 47 езика. За редактиране при тази услуга достъпът се осигурява от уеб сайта mapcreator.here.com, а също при помощта на мобилните приложения HERE Map Creator за Android и IPhone.
Потребителите могат да добавят нови пътища (включени са също и пешеходни пътища), да редактират пътя или да го премахнат, да добавят ново място, да редактират мястото или да го премахнат, накрая, да добавят номер на дома, да го редактират или премахнат. Освен това, потребителите могат да редактират атрибутите на пътя, такива като: ограничения на скоростта, брой ленти, едно- или двупосочно движение, тип на пътя – „открит път“, „тунел“ или „мост“, покритие на пътя и т.н., а също добавят местни магазини и различни бизнеси по различни категории, такива като: хранителен магазин, магазин за облекло, тип на ресторанта (включително вид на кухнята и наименование на мрежата), магазин за спортни принадлежности, сред няколко други категории и подкатегории, и да прибавят различни атрибути за тях, включително снимки, адреси за контакт, пощенски адреси, часове и дни на работното време, информация за начините за плащане в магазините (приемат ли налични, карти, купони за намаление или не).

### Trapster
Картите на HERE Maps също са основа на популярната социална услуга за шофьори Trapster, наброяваща около 21 млн участника.